# Krwawienie z nosa
Krwawienie z nosa (łac. epistaxis) – często występujący objaw chorobowy polegający na utracie krwi, kiedy źródło krwawienia znajduje się w obrębie jamy nosowej. Krwawienie z nosa może mieć różne nasilenie – od niewielkiego plamienia do poważnego, zagrażającego życiu krwotoku.
Najczęstszym miejscem krwawienia jest miejsce (splot) Kiesselbacha (łac. locus Kiesselbachii) lub inaczej trójkąt (pole) Little’a zlokalizowany na przedniej części przegrody nosa.

## Przyczyny
Do najczęstszych przyczyn krwawienia z nosa należą:
- urazy nosa i błony śluzowej wyścielającej jamę nosową
- infekcje (najczęściej wirusowe) błony śluzowej jamy nosowej.

Niektóre inne przyczyny:
- choroby naczyń, np. choroba Rendu, Oslera i Webera
- urazy nosa[1]
  - mikrourazy np. podczas dłubania w nosie
  - złamania w obrębie nosa i twarzoczaszki
  - złamania podstawy czaszki w obrębie dołu przedniego i środkowego
- ostre choroby zapalne błony śluzowej nosa[1]; bakteryjne i wirusowe (np. grypa)
- ciała obce
- nowotwory niezłośliwe (np. polip, włókniak młodzieńczy nosogardła), jak i złośliwe
- choroby przebiegające z tworzeniem ziarniny: ziarniniakowatość z zapaleniem naczyń, gruźlica, kiła
- wysuszenie błony śluzowej nosa
- zaburzenia krzepliwości krwi w chorobach takich jak: białaczka, niedokrwistość, małopłytkowość
- awitaminoza witaminy C, czyli szkorbut, K i D
- zatrucia substancjami chemicznymi, bądź ich bezpośrednie działanie drażniące
- leki, np. aspiryna, warfaryna, klopidogrel
- ciąża
- krwawienie zastępcze – u młodych kobiet w czasie miesiączki
- przewlekły zanikowy cuchnący nieżyt nosa.

Nie wykazano jednoznacznego związku pomiędzy krwawieniami z nosa u dorosłych a nadciśnieniem tętniczym. Jednak wydaje się, że nadciśnienie tętnicze zwiększa czas jego utrzymywania się.

## Leczenie
- kauteryzacja
- tamponada przednia nosa
- tamponada tylna nosa
- zabiegi chirurgiczne związane z podwiązaniem lub embolizacją tętnicy szczękowej
- samoistne ustąpienie krwawienia, czemu zwłaszcza sprzyja przyłożenie chłodzącego okładu na okolicę nasady nosa

## Klasyfikacja ICD10
| kod ICD10     | nazwa choroby                 |
| ------------- | ----------------------------- |
| ICD-10: R04   | Krwawienie z dróg oddechowych |
| ICD-10: R04.0 | Epistaxis (krwawienie z nosa) |